# Vasili Yegórov
Vasili Mijáilovich Yegórov –en ruso, Василий Михайлович Егоров– (Jara, 16 de septiembre de 1993) es un deportista ruso, de origen yakuto, que compitió en boxeo.
Ganó una medalla de plata en el Campeonato Mundial de Boxeo Aficionado de 2015 y dos medallas de oro en el Campeonato Europeo de Boxeo Aficionado, en los años 2015 y 2017.

## Palmarés internacional
| Campeonato Mundial | Campeonato Mundial | Campeonato Mundial | Campeonato Mundial |
| Año                | Lugar              | Medalla            | Categoría          |
| ------------------ | ------------------ | ------------------ | ------------------ |
| 2015               | Doha (Catar)       | Medalla de plata   | 49 kg              |
| Campeonato Europeo |                    |                    |                    |
| Año                | Lugar              | Medalla            | Categoría          |
| 2015               | Samokov (Bulgaria) | Medalla de oro     | 49 kg              |
| 2017               | Járkov (Ucrania)   | Medalla de oro     | 49 kg              |